# Thomas Dagenais-Lespérance
Thomas Dagenais-Lespérance (* 1988) ist ein kanadischer Spieleautor. Er ist insbesondere für das 2018 erschienene Gesellschaftsspiel Decrypto bekannt.

## Leben und Ausbildung
Dagenais-Lespérance wuchs in Ottawa auf und lebt heute in Montréal. Von 2005 bis 2007 absolvierte er am Collège Jean-de-Brébeuf ein Diplôme d’études collégiales (DEC) in natur- und angewandten Wissenschaften („pure and applied sciences“). Anschließend studierte er von 2007 bis 2009 Musik mit dem Schwerpunkt Jazzgitarre am Cégep de Saint-Laurent und erwarb dort ein weiteres DEC. Ein anschließendes Bachelorstudium in Musiktheorie und Komposition an der Université de Montréal schloss er 2013 ab. 
Im Wintersemester 2023/24 absolvierte er ein Diplôme d’études supérieures spécialisées (DESS) in Game Design an der Université de Montréal mit dem Schwerpunkt auf Videospiele.
Dagenais-Lespérance spricht Englisch und Französisch.

## Karriere
Nach seiner Ausbildung arbeitete Dagenais-Lespérance zunächst als Logistikmanager. Seit 2015 interessiert sich Dagenais-Lespérance für die Spieleentwicklung. Erste selbstentwickelte Brettspiel(-Prototypen) waren La Bête (2017) und Borealis (2016). Mit einem Prototypen von La Bête gewann er den Wettbewerb Mondial des Jeux Loto-Québec.
Mit Decrypto gelang Dagenais-Lespérance der Durchbruch als Spieleautor. Das Spiel wurde 2018 vom Verlag Le Scorpion Masqué veröffentlicht und seither über eine halbe Million Mal verkauft. Decrypto wurde für mehrere Brettspielpreise nominiert, unter anderem für den International Gamers Award, und unter anderem mit dem Swiss Gamers Award ausgezeichnet. Seitdem widmet sich Dagenais-Lespérance hauptberuflich der Spieleentwicklung.
Ab 2020 arbeitete er nicht nur freiberuflich, sondern auch mit verschiedenen Spieleverlagen zusammen, unter anderem mit dem Verlag Randolph. Dort war er an mehreren Spielen beteiligt, darunter Bravo Bravo und Linto Animaux. Für Randolph war er außerdem Hauptautor des Spiels Miller Zoo, das 2022 erschien und vom gleichnamigen Zoo in Frampton inspiriert ist.
Im Jahr 2024 veröffentlichte er das kooperative Kommunikationsspiel Word Traveler, das von seinen eigenen Reiseerfahrungen inspiriert ist. Es greift die Situation auf, sich mit begrenztem Wortschatz in einer fremden Stadt zurechtzufinden. Im selben Jahr erschien auch sein erstes Kinderspiel, Mimose & Sam et le voleur de fruits, das er für seinen Sohn entwickelte. Es basiert auf der gleichnamigen Buchreihe der Autorin und Illustratorin Cathon und wurde für den As d’Or, den wichtigsten französischen Brettspielpreis, nominiert.
Ab 2023 wandte sich Dagenais-Lespérance verstärkt der Videospielentwicklung zu, unter anderem im Rahmen seines DESS in Game Design an der Université de Montréal. Als Abschlussprojekt entwickelte er Dusty’s Sweeping Cleanup, ein Spiel, in dem man einen Staubsaugerroboter steuert. Seit Mai 2025 ist Dagenais-Lespérance Teil des Entwicklerteams von Jeux Borealys, einem Videospielstudio mit Sitz in Montréal.

## Ludografie (Auswahl)
- 2018: Decrypto (Le Scorpion Masqué; Asmodee)
- 2019: Anomaly (Starling Games)
- 2019: Wayfinders (Pandasaurus Games)
- 2022: Miller Zoo (Éditions Randolph)
- 2023: Islet (2Tomatoes Games)
- 2024: Word Traveler (Office Dog)
- 2024: Mimose & Sam et le voleur de fruits (Locomuse)

## Auszeichnungen
| - International Gamers Award - 2018: Decrypto, Nominierung in der Kategorie Strategiespiele Multiplayer - Swiss Gamers Award - 2018: Decrypto, 2. Platz - MinD-Spielepreis - 2020: Decrypto, Gewinner in der Kategorie „kurze Spiele“ - Årets Spill - 2019: Decrypto, Gewinner in der Kategorie „Quiz- und Gesellschaftsspiele“ - Les Trois Lys - 2025: Mimose & Sam et le voleur de fruits, Gewinner in der Kategorie Kinderspiele („Le Lys Enfant“) - As d'Or Enfant - 2025: Mimose & Sam, Nominierung in der Kategorie „Kinderspiele“ |
| |